# Између нас
Између нас је први албум вировитичке рок групе Ватра који је објавила дискографска кућа Јабукатон 1999. године. Овај албум донео им је номинацију за новинарску награду Црни мачак 2000. године у категорији за наду године.
Албум садржи осам песама. Песма „Врати се” објављена је као први сингл, а уз спот за ту песму снимљени су и спотови за песме „Било је добро док је трајало”, „L.A.” и „Твоја љубав”.

## Песме
1. „Само бог зна” (4:45)
2. „Не вјеруј никоме” (3:21)
3. „Било је добро док је трајало” (4:19)
4. „Ти знаш гдје се крије милост” (3:14)
5. „Твоја љубав” (3:18)
6. „L.A.” (4:45)
7. „Пробуди ме” (3:44)
8. „Врати се” (5:15)

## Извођачи
- Иван Дечак — вокал, ритам гитара
- Крунослав Ивковић — електрична гитара, акустична гитара
- Борис Гудин — бас-гитара
- Ирена Целио — клавијатуре, пратећи вокали
- Марио Роберт Касумовић — бубњеви